# Новаковський Юда Соломонович
Юда Соломонович Новаковський (1879 — 1933) — єврейський та український радянський діяч. Член єврейської соціалістичної робітничої партії (з 1903). Член Української Центральної Ради (1917—1918). Член РКП(б) (з 1919). Член ВЦВК 1-го складу. Міністр фінансів радянської УНР (1919).

## Життєпис
У 1917—1918 рр. — член Української Центральної Ради від національних меншин.
У 1919 році — Член ВЦВК 1-го складу.
У 1919 році — Міністр фінансів радянської УНР.
У 1919 році — Надзвичайний уповноважений з постачання армії Південного фронту.
З 1920 р. — представник Наркомату зовнішньої торгівлі РСФРР при Раді народних комісарів Української РСР.
У 1921—1926 рр. — торговельний представник Української РСР в Чехословаччині, Німеччині та Великій Британії.
З 1927 року — заступник редактора журналу «Кооперативне життя». Викладав економіку в Московському державному університеті.
У 1933 році помер в Москві.